# Тропы славы
«Тропы славы» (англ. Paths of Glory) — американский чёрно-белый кинофильм о событиях Первой мировой войны, снятый в 1957 году в окрестностях мюнхенского дворцового комплекса Шляйсхайм 28-летним режиссёром Стэнли Кубриком. Главные роли исполняют Кирк Дуглас и Джордж Макреди.
Жанр фильма неоднозначен: он начинается как типичный военный фильм, переходит в судебную драму (в конце 1950-х один из популярнейших жанров), а оканчивается на пацифистской ноте.
В 1992 году Библиотека Конгресса США выбрала данный фильм для сохранения в Национальном реестре фильмов. Картина стабильно входит в первую сотню списка 250 лучших фильмов на сайте IMDb.

## Сюжет
Действие развертывается в 1916 году на Западном фронте. Уже два года союзники продвигаются на несколько сотен метров вперёд, после чего неизменно отступают. Начальник корпуса генерал Брулар (Адольф Менжу) приказывает дивизионному генералу Миро (Джордж Макреди) атаковать неприступную вражескую позицию, прозванную Муравьиным холмом. Выполнение операции поручено полковнику Даксу (Кирк Дуглас), который командует пехотным полком.
Провал операции очевиден изначально, но когда атака заканчивается полной неудачей, генерал приказывает судить и расстрелять за трусость троих человек, выбранных произвольным образом. Полковник Дакс — в прошлом известный адвокат по уголовным делам — готовит речь в защиту своих солдат. Однако исход трибунала кажется предрешённым, ведь, по словам самого командующего, «лучший способ поддержания дисциплины — время от времени ставить к стенке кого-нибудь из подчинённых».

## В ролях
- Кирк Дуглас — полковник Дакс
- Джордж Макреди — генерал Поль Миро
- Ральф Микер — капрал Филипп Парис
- Адольф Менжу — генерал Жорж Брулар
- Уэйн Моррис — лейтенант Роже
- Ричард Андерсон — майор Сен-Обан
- Джо Тёркел — рядовой Пьер Арно
- Эмиль Мейер — отец Дюпре
- Берт Фрид — сержант Буланже
- Кем Диббс — рядовой Лежан
- Timothy Carey[англ.] — рядовой Морис Фероль
- Джон Стайн — капитан Руссо
- Петер Капелль — рассказчик, главный судья военного суда

## Замысел
Идея создания фильма появилась у Кубрика в период его сотрудничества с Metro-Goldwyn-Mayer в середине 1950-х годов, когда он предложил Джеймсу Харрису адаптировать книгу, которую подростком нашёл в отцовской библиотеке, — «Тропы Славы» Хамфри Кобба (1935), сотрудника Управления военной информации США, проживавшего в Канаде. В основу книги легли подлинные факты, связанные с расстрелом в Суэне нескольких солдат из полка Жеро Ревейяка наподобие древнеримской децимации. На создание повести Кобба вдохновила опубликованная в 1934 году в New York Times статья, в которой сообщалось, что французский суд постановил выплатить двум выжившим солдатским вдовам компенсацию в размере около семи центов каждой. В 1938 году Сидни Ховардом на основе книги была поставлена пьеса в Бродвейском театре, однако спектакль успеха не имел.
Этот литературный материал привлёк Кубрика возможностью показать войну глазами как рядовых солдат, так и различных уровней командования. Ему казалось важным привлечь внимание к тому, что внутренняя, психологическая война идёт не только в окопах, но и на паркетах салонов. Война представлялась Кубрику организованной формой всеобщего безумия, и на фоне этого безумия совершенно лишёнными смысла оказываются действия даже таких героических фигур, как полковник Дакс. Кубрик с Джимом Томпсоном написали сценарий, который затем переработал Колдер Уиллингем, но Metro-Goldwyn-Mayer проект отклонила. Тогда сценарий попал к Кирку Дугласу. Он сообщил, что готов сыграть главную роль и берётся убедить United Artists финансировать и прокатывать фильм при условии, что Харрис и Кубрик уступают производство фильма компании Дугласа Bryna Productions, и Кубрик снимет ещё пять фильмов с Bryna Productions, в двух из которых сыграет Дуглас.
Кубрику удалось получить «зелёный свет» на начало съёмок, когда он предъявил продюсерам сценарий с хэппи-эндом. Крупные студии не решались вложить средства в экранизацию романа Кобба, и их опасения не были беспочвенными: тема Первой мировой войны не сильно интересовала американскую публику, а в странах Европы фильм сразу попал под запрет и потому едва оправдал в прокате свой сравнительно небольшой бюджет. Во время съёмок молодой режиссёр продемонстрировал свою ставшую позднее легендарной непреклонность, «прогоняя» заслуженных актёров, которые годились ему в деды, через бесконечное число дублей. Умиротворяющий финал сценария был им беспощадно переписан.

## Художественные особенности
Как и другие ранние фильмы Кубрика, «Тропы славы» отличаются сжатым хронометражем и курсорным развитием действия. Экономия выразительных средств кажется Р. Эберту «почти брутальной»; словно бы на манеру ведения рассказа наложил отпечаток испытываемый автором гнев. Снятые Кубриком сцены в окопах по стандартам середины XX века считались эталоном кинореализма на грани документального репортажа. Контрасты светотени, дыма и грязи усиливаются отсутствием цвета и резкостью монохромного решения. В этом фильме Кубрик впервые применил один из своих излюбленных приёмов: кажущееся бесконечным движение камеры, которое открывает всё новые и новые детали. Именно в этой манере камера, в общей сложности, почти 10 минут петляет по промозглым траншеям, которые для свободного передвижения съёмочной группы пришлось сделать на треть шире, чем в реальности (180 см вместо 120 см).

## Сцена в таверне
Наибольшие споры среди пишуших о фильме вызывает последняя сцена с участием единственной в фильме женщины — немки Кристиан Харлан (по окончании съёмок ставшей женой режиссёра). Попавшая в плен молодая немка, осыпанная непристойными шутками и улюлюканьем собравшихся в таверне солдат, со слезами на глазах заводит патриотическую песню «Верный гусар», а расчувствованные солдаты неприятельской армии начинают разделять её эмоции и даже пытаются подпевать.
Одни рецензенты рассматривали такой финал как неуместное в острореалистическом фильме вторжение слащавой сентиментальности, другие — как едкий комментарий режиссёра по поводу простых солдат, которые без этой сцены могли бы показаться идеализированными.
Роджер Эберт отмечает, что это тот редкий в кино случай, когда песня в конце фильма служит не эмоциональным высвобождением, а очередным «поворотом ножа» в сердце зрителя. Отступая от буквального следования фабуле, режиссёр тем не менее остаётся верен основной теме фильма. И девушка, и наблюдающие за ней солдаты равно несвободны — вынуждены «плясать под дудку» тех, кто заказывает музыку. Эберта особенно впечатлила решимость молодого режиссёра, несмотря на прессинг со стороны продюсеров, закончить фильм на пессимистической ноте.

## Трудности с прокатом
«Тропы славы» не стыковались с официальной позицией французских и бельгийских властей, старавшихся не афишировать позорные страницы Первой мировой войны. В этих странах фильм был снят с проката. ФРГ присоединилась к бойкоту, чтобы не портить отношений с французами, а Испания — в связи с неприятием идей пацифизма милитаристским режимом Франко. Окончательно эти запреты были сняты только в конце 1970-х гг.
Дуглас не только всячески помогал «продвигать» этот фильм, но и спродюсировал следующий проект Кубрика, крупнобюджетный фильм «Спартак», где также исполнил главную роль. Несмотря на ограниченный прокат, «Тропы славы» выдвигались на соискание премии BAFTA в номинации «лучший фильм», заслужив лестные сравнения с такими фильмами о бессмысленной мясорубке Первой мировой, как «Большой парад» и «На западном фронте без перемен».

## Признание
Подлинную известность и актуальность фильм Кубрика приобрёл только с началом войны во Вьетнаме. В течение 1960-х гг. за лентой закрепилась репутация едва ли не лучшего антивоенного фильма (такого мнения придерживается, в частности, Стивен Спилберг), а Кирк Дуглас ещё в 1960-е стал называть роль полковника Дакса лучшей в своей актёрской карьере.
В 1992 г. фильм «Тропы славы» был внесён в Национальный реестр наиболее значимых фильмов в истории США. По состоянию на сентябрь 2022 входит в число 250 лучших фильмов по версии IMDb. Издание фильма на DVD проектом Criterion Collection сопровождалось следующей характеристикой:

Скрупулёзный разбор понятий трусости и храбрости предлагает зрителю куда больше, чем стандартный антивоенный посыл, вскрывая с почти хирургической точностью страх, продажность и тщеславие — топливо, на котором работает машина любой войны.

## Тематическая перекличка
- «На западном фронте без перемен» — более ранний фильм о Первой мировой войне с пацифистским посылом
- Антивоенная тема звучит также в фильмах Кубрика «Доктор Стрейнджлав», «Цельнометаллическая оболочка» и «Барри Линдон»

### Комментарии
1. ↑  Михаилу Трофименкову этот фарс с предрешённым смертным приговором напомнил сталинские суды 1930-х.
2. ↑  Название книги происходит из знаменитой элегии «Сельское кладбище», которую на русский язык несколько раз перевёл В. А. Жуковский.
3. ↑  По мнению Роджера Эберта, из 100 режиссёров 99 нашли бы способ сохранить жизни приговорённых к смерти, предпочтя даровать зрителям ожидаемый хэппи-энд.